# Liste der Monuments historiques in Guiscard
Die Liste der Monuments historiques in Guiscard führt die Monuments historiques in der französischen Gemeinde Guiscard auf.

## Liste der Bauwerke
| Bezeichnung                   | Beschreibung | Standort                | Kennzeichnung | Schutzstatus | Datum | Bild           |
| ----------------------------- | ------------ | ----------------------- | ------------- | ------------ | ----- | -------------- |
| Grabkapelle der Familie Berny | Erbaut 1932  | auf dem Friedhof (Lage) | PA60000030    | Inscrit      | 2000  | weitere Bilder |

## Liste der Objekte
- Monuments historiques (Objekte) in Guiscard in der Base Palissy des französischen Kultusministeriums